# Талмуд

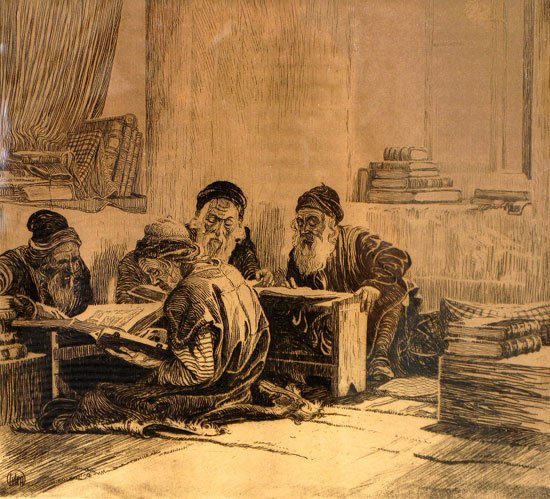
Изучение Талмуда, Эфраим Моше Лилиен, 1915

Талму́д (ивр. תַּלְמוּד‎ — «учение») — свод правовых и религиозно-этических положений иудаизма, охватывающий Мишну и Гемару в их единстве; сборник уникальных произведений, обнаруживающих композиционное единство, включающее дискуссии, которые велись на протяжении около восьми столетий законоучителями Земли Израиля и Вавилонии, приведшие к фиксации Устной Торы.
Основной формой иудаизма с VI века, с периода завершения кодификации Вавилонского Талмуда в качестве наиболее авторитетного толкования Устной Торы, является талмудический иудаизм.
Центральным положением ортодоксального иудаизма является вера в то, что Устная Тора была получена Моисеем во время его пребывания на горе Синай, и её содержание веками передавалось от поколения к поколению устно, в отличие от Танаха («еврейской Библии»), который носит название «Письменная Тора» («Письменный Закон»).
Термин «Талмуд» обычно относится к собранию сочинений, названных конкретно Вавилонским Талмудом (ивр. תַּלְמוּד בבלי‎ Талмуд Бавли), хотя существует также более раннее собрание, известное как Иерусалимский Талмуд (ивр. תַּלְמוּד יְרוּשַׁלְמִי‎ Талмуд Йерушалми). Иерусалимский Талмуд завершён ранее Вавилонского (ориентировочно в первой половине IV века н. э.) и имеет меньший объём по сравнению с Вавилонским. Он также может традиционно называться Шас (ש״ס), сокращение от древне-еврейских слов «шиша седарим» или «шесть порядков» Мишны.

## Название
Буквальное значение слова «Талмуд» — «изучение» (от ивр. למד‎ — корень, связанный с глаголом ללמוד [лильмод] — «учить, обучать»); этим словом обозначались дискуссии таннаев, касающиеся какой-либо галахи, а также учение амораев, посвящённое Мишне. Более позднее понимание слова «Талмуд», широко распространённое в наше время, — «Мишна» вместе с посвящёнными ей обсуждениями амораев. В Гемаре и в комментариях к ней выражение «Талмуд сказал» (ивр. תלמוד לומר‎) означает ссылку на Письменную Тору.
«Талмуд» — оригинальное название произведения (точнее — целого ряда произведений), данное ему амораями. «Гемара» — более позднее название Талмуда, возникшее, по-видимому, в эпоху книгопечатания в связи с цензурными соображениями и гонениями на Талмуд как антихристианское произведение. Относительно буквального понимания слова «Гемара» мнения исследователей расходятся: «учение» — от арам. גמיר, то есть буквальный перевод слова «Талмуд», или «завершение; совершенство» — от ивр. גמר‎.

## Труды талмудической литературы
К талмудической литературе принадлежат:
| Сокращённое название | Полное название                         | Еврейское название |
| -------------------- | --------------------------------------- | ------------------ |
| Дик. Соф.            | Дикдукей Софрим                         | דקדוקי סופרים      |
| Миш.                 | Мишна                                   | משנה               |
| ТБ.                  | Талмуд Бавли (Вавилонский Талмуд)       | תלמוד בבלי         |
| ТИ.                  | Талмуд Иерушалми (Иерусалимский Талмуд) | תלמוד ירושלמי      |
| Тос.                 | Тосафот                                 | תוספות             |
| Тосеф.               | Тосефта                                 | תוספתא             |
| Авад.                | Авадим                                  | עבדים              |
| Ав. Зар.             | Авода Зара                              | עבודה זרה          |
| Авот                 | Авот                                    | אבות               |
| АдрН.                | Авот де-рабби Натан                     | אבות דרבי נתן      |
| Ар.                  | Арахин                                  | ערכין              |
| ББ.                  | Бава Батра                              | בבא בתרא           |
| Беца                 | Беца                                    | ביצה               |
| Бик.                 | Биккурим                                | ביכורים            |
| БК.                  | Бава Камма                              | בבא קמא            |
| БМ.                  | Бава Меци‘а                             | בבא מציעא          |
| Бр.                  | Брахот                                  | ברכות              |
| Бх.                  | Бхорот                                  | בכורות             |
| Гер.                 | Герим                                   | גרים               |
| Гит.                 | Гиттин                                  | גיטין              |
| Дм.                  | Дмай                                    | דמאי               |
| ДЭЗ.                 | Дерех-Эрец Зута                         | דרך ארץ זוטא       |
| ДЭР.                 | Дерех-Эрец Рабба                        | דרך ארץ רבה        |
| Зав.                 | Завим                                   | זבים               |
| Зв.                  | Звахим                                  | זבחים              |
| Иев.                 | Иевамот                                 | יבמות              |
| Иома                 | Иома                                    | יומא               |
| Калла                | Калла                                   | כלה                |
| Калла Р.             | Калла Раббати                           | כלה רבתי           |
| Кел.                 | Келим                                   | כלים               |
| Кид.                 | Киддушин                                | קידושין            |
| Кил.                 | Кил’аим                                 | כלאיים             |
| Кин.                 | Кинним                                  | קינים              |
| Кр.                  | Критот                                  | כרתות              |
| Кт.                  | Ктуббот                                 | כתובות             |
| Кут.                 | Кутим                                   | כותים              |
| Ма‘ас.               | Ма‘асрот                                | מעשרות             |
| Ма‘ас. Ш.            | Ма‘асер Шени                            | מעשר שני           |
| Мак.                 | Маккот                                  | מכות               |
| Махш.                | Махширин                                | מכשירין            |
| Мег.                 | Мегилла                                 | מגילה              |
| Мез.                 | Мезуза                                  | מזוזה              |
| Меи.                 | Ме‘ила                                  | מעילה              |
| Мен.                 | Менахот                                 | מנחות              |
| Мид.                 | Миддот                                  | מידות              |
| Мик.                 | Микваот                                 | מקוות              |
| МК.                  | Мо‘эд Катан                             | מועד קטן           |
| Наз.                 | Назир                                   | נזיר               |
| Нег.                 | Нега‘им                                 | נגעים              |
| Нед.                 | Недарим                                 | נדרים              |
| Нид.                 | Нидда                                   | נידה               |
| Ор.                  | Орла                                    | עורלה              |
| Охол.                | Охолот                                  | אוהלות             |
| Пара                 | Пара                                    | פרה                |
| Пеа                  | Пеа                                     | פיאה               |
| Псах.                | Псахим                                  | פסחים              |
| РхШ.                 | Рош ха-Шана                             | ראש השנה           |
| Санх.                | Санхедрин                               | סנהדרין            |
| Смах.                | Смахот                                  | שמחות              |
| Сота                 | Сота                                    | סוטה               |
| Соф.                 | Софрим                                  | סופרים             |
| СТ.                  | Сефер Тора                              | ספר תורה           |
| Сук.                 | Сукка                                   | סוכה               |
| Та‘ан.               | Та‘анит                                 | תענית              |
| Там.                 | Тамид                                   | תמיד               |
| Тв. И.               | Твул Иом                                | טבול יום           |
| Тм.                  | Тмура                                   | תמורה              |
| Тох.                 | Тохорот                                 | טהרות              |
| Тр.                  | Трумот                                  | תרומות             |
| Тф.                  | Тфиллин                                 | תפילין             |
| Ук.                  | Укцин                                   | עוקצים             |
| Хаг.                 | Хагига                                  | חגיגה              |
| Хал.                 | Халла                                   | חלה                |
| Хор.                 | Хорайот                                 | הוריות             |
| Хул.                 | Хуллин                                  | חולין              |
| Циц.                 | Цицит                                   | ציצית              |
| Шаб.                 | Шаббат                                  | שבת                |
| Шви.                 | Шви‘ит                                  | שביעית             |
| Шву.                 | Шву‘от                                  | שבועות             |
| Шк.                  | Шкалим                                  | שקלים              |
| Эд.                  | Эдуйот                                  | עדייות             |
| Эр.                  | Эрувин                                  | עירובין            |
| Яд.                  | Ядаим                                   | ידיים              |

## Язык
Талмуд по большей части написан на различных диалектах арамейского языка, с включением большого количества древнееврейских слов и понятий и библейских цитат на древнееврейском языке или из арамейских переводов. В Талмуде встречается около 2500 слов и целых фраз из классического греческого языка и ещё больше греческих слов из различных ближневосточных диалектов. Реже попадаются слова из древнеперсидского и латинского языков.
Текст Талмуда изначально не был снабжён знаками препинания. Абзацы не отделены друг от друга, что создаёт дополнительную сложность в чтении, поскольку порой трудно определить, где кончается одна дискуссия и начинается другая.

## История создания Талмуда
История создания Талмуда в том виде, в каком он существует в наше время, охватывает более шестисот лет.
До начала нашей эры евреи, несмотря на то, что они обучались в религиозных учебных заведениях — иешивах — не имели единого письменного свода законов. Религиозное обучение, в основном, было устным, разные школы толковали и комментировали одни и те же законы по-разному.
Все еврейские общины на Ближнем Востоке в то время, были, в конечном счёте, объединены в две большие — Иерусалимскую и Вавилонскую. Вавилонская община образовалась после депортации в Вавилон царём Навуходоносором II большого количества евреев в период завоевания им Иудеи в 598—586 годах до н. э.

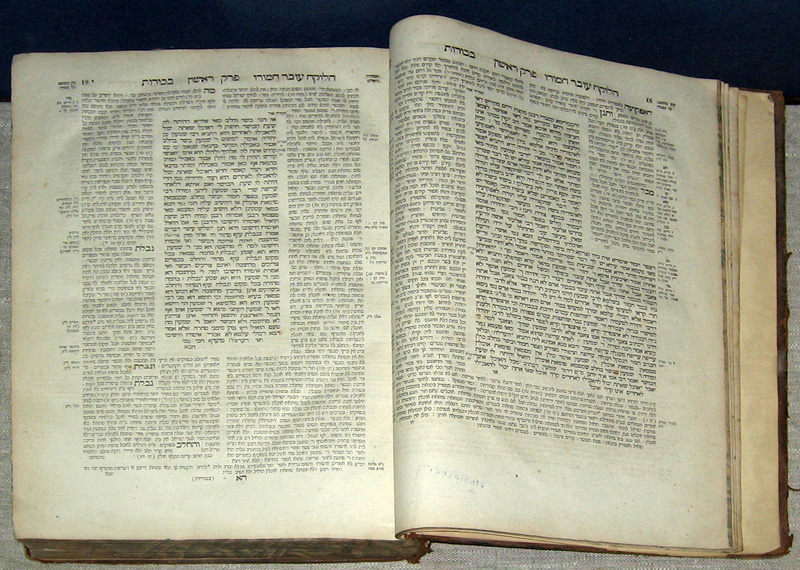
Вавилонский Талмуд, Житомир, 1869

В Римской империи на территории Палестины в 66 и 135 годах н. э. были два неудачных восстания евреев против Римской империи, после которых выжила немногочисленная еврейская община, подвергавшаяся гонениям и непосильным налогообложениям со стороны римлян. Наступил духовный кризис. Законы «Пятикнижия Моисея» в те годы передавались устно от учителей ученикам, которые учились в учебных заведениях, называвшихся «академиями». Учителя законов назывались таннаями.
На рубеже III века глава Палестинской общины, таннай Иуда (Иехуда) ха-Наси пришёл к выводу, что устные законы необходимо систематизировать и записать. Тем более, были необходимы своды законов, чтобы можно было правильно судить нарушителей устоев и обычаев. За несколько десятков лет на рубеже II и III веков в иешивах Эрец-Исраэля под руководством раввина Иуды ха-Наси был записан свод законов, их толкований и комментариев, который известен в настоящее время как Мишна. В более позднее время Мишна немного дополнялась, в основном комментариями и толкованиями. Одним из главных созидателей комментариев и пояснений был один из учеников Иуды ха-Наси, обучавшийся и у других мудрецов, поздних таннаев и ранних амораев — Иоханан Бар Наппаха, известный, как «рабби Иоханан». Именно труды рабби Йоханана позже стали тем, что теперь называется галахой. Процесс созидания Иерусалимского талмуда считается остановившимся  в 60-е годы IV века, после нашествия римлян в 351 году для подавления очередного восстания евреев против Рима и серии сильных землетрясений в Галилее, подорвавших местную экономику, после которых доходы иешив сильно упали, так как у народа не было денег на пожертвования. Гонения и преследования, в начале римлянами, а после и византийцами, были очень суровыми, не позволявшими евреям вести полноценную жизнь по своим обычаям. Поэтому работа над Талмудом полностью так и не была завершена.

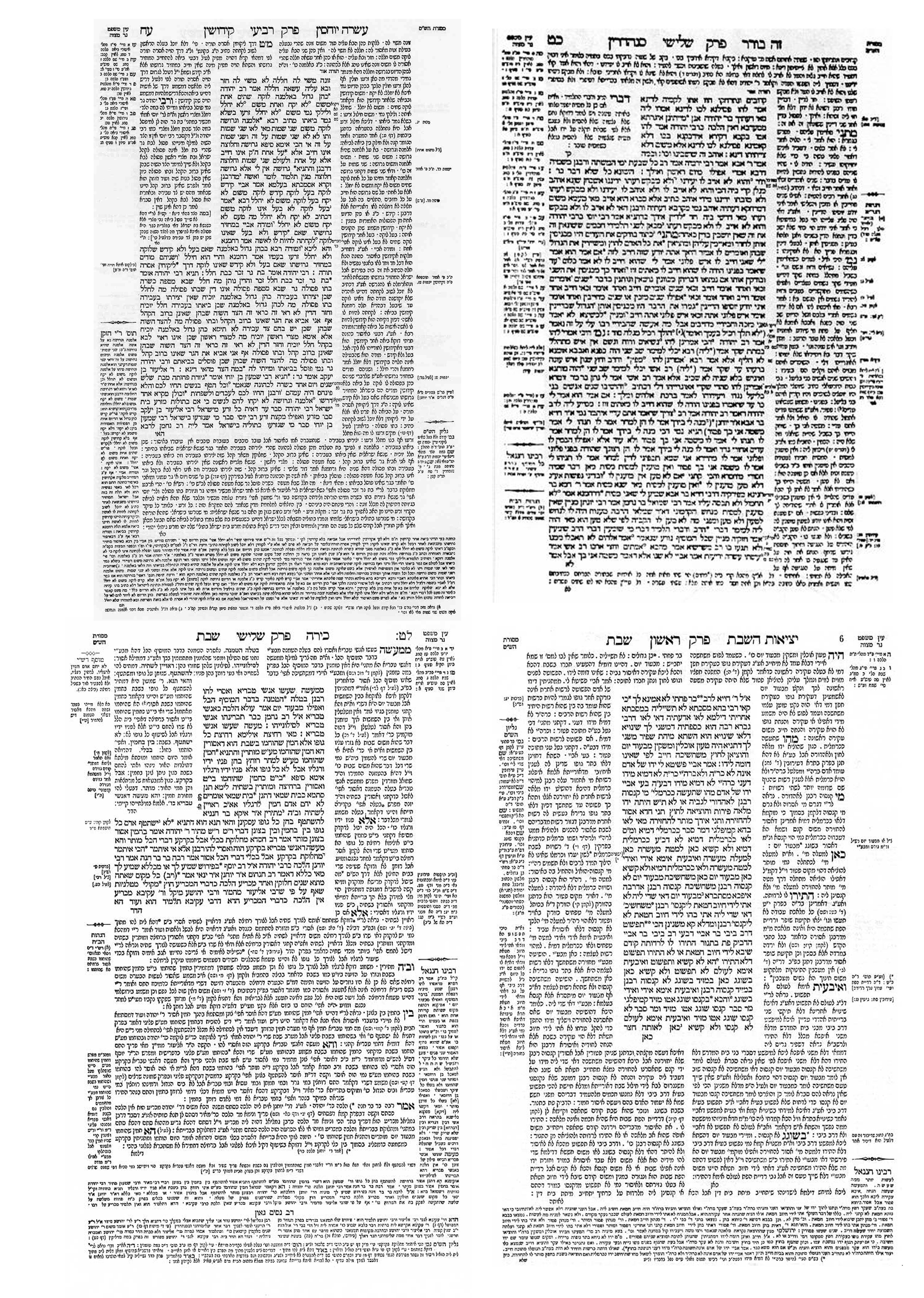
Страницы Талмуда порой сильно отличаются одна от другой

В Вавилонской общине также была проделана подобная работа, выполненная местными учителями и толкователями, уже называвшимися амораями, взявшими за основу незавершённые труды Эрец-Исраэль, но она была завершена двумя столетиями позже. Считается, что в 220 году н. э. один из самых влиятельных амораев Эрец-Исраэля раввин Рав (Абба Ариха) уехал из Палестины в Вавилонию. Там он сначала преподавал в школе рабби Шила, затем он основал новую иешиву. Далее в Вавилонии образовалось несколько религиозных школ, имевших различное влияние в обществе, общими усилиями которых и был создан Вавилонский талмуд. Его первичная редакция была сделана равом Аши в городе Суре, чья иешива имела в то время наибольшее влияние. Работы по созданию Вавилонского Талмуда продолжались до завоевания Вавилонии персидским царём Кавдой. Завершил работу над созданием Вавилонского Талмуда великий Учитель по имени Равина.
В течение времени Мишна различно объяснялась и истолковывалась. Различные трактовки, комментарии, дискуссии и анализы текстов были записаны амораями, которые в эти записи добавили галахи — религиозные заповеди и законодательные установления иудаизма и многие дополнения к ним и аггады — афоризмы и поучения религиозно-этического характера, исторические предания и легенды, предназначенные облегчить применение «кодекса законов» — Галахи. Этот труд был назван Гемарой. Объединённые тексты Мишны и Гемары (в разных вариантах Талмуда эти тексты соседствуют в разных количествах) и образуют единый свод законов Иудаизма, называемый Талмуд (хотя иногда сам Талмуд называют Гемарой, но тут понятие «гемара» становится просто термином). Окончательная редакция Талмуда была осуществлена савораями, жившими вслед за амораями. Известно несколько отрывков, добавленных савораями к предыдущей версии Талмуда.
Вавилонский Талмуд и Иерусалимский Талмуд
Так как толкование Мишны происходило в Палестине и Вавилонии, то имеются два Талмуда: Иерусалимский Талмуд (Талмуд Ерушалми) и Вавилонский Талмуд (Талмуд Бавли). Интересная деталь: Вавилонский Талмуд создан именно в Вавилонии, а вот название «иерусалимский» принялось потому, что с Иерусалимом ассоциировался весь Эрец-Исраэль, а записи создавались на северо-востоке Палестины в городе Тверия, поскольку это был главнейший духовный центр иудеев после изгнания их из Иерусалима. Разница между Иерусалимским и Вавилонским талмудами очень большая. Главное различие заключается в том, что работы по созданию Иерусалимского Талмуда не были завершены, а за последующие два столетия, уже в Вавилонии, все тексты были ещё раз проверены, появились недостающие дополнения и трактовки. Вавилонские раввины полностью завершили редакцию текста, который теперь называется Вавилонским Талмудом. В Иерусалимском Талмуде есть целые трактаты Мишны, обсуждение которых в Вавилонском Талмуде отсутствует. Это показывает, с каким уважением и трепетом относились Учителя в Вавилонии к «словам Торы», исходившим из Эрец Исраэля. Поэтому и не видели необходимости в том, чтобы составить отдельный трактат там, где их добавления были незначительными (эти добавления разбросаны по другим трактатам Вавилонского Талмуда). Поэтому в обоих Талмудах различные подходы к определённым законам, разные трактовки и объяснения, различное количество комментариев к различным статьям Мишны и пр. Когда в обоих Талмудах содержатся отличающиеся друг от друга версии или трактовки одного понятия или различающиеся решения одной проблемы, принято в качестве основной и окончательной считать версию, трактовку или решение из Вавилонского Талмуда.

## Содержание

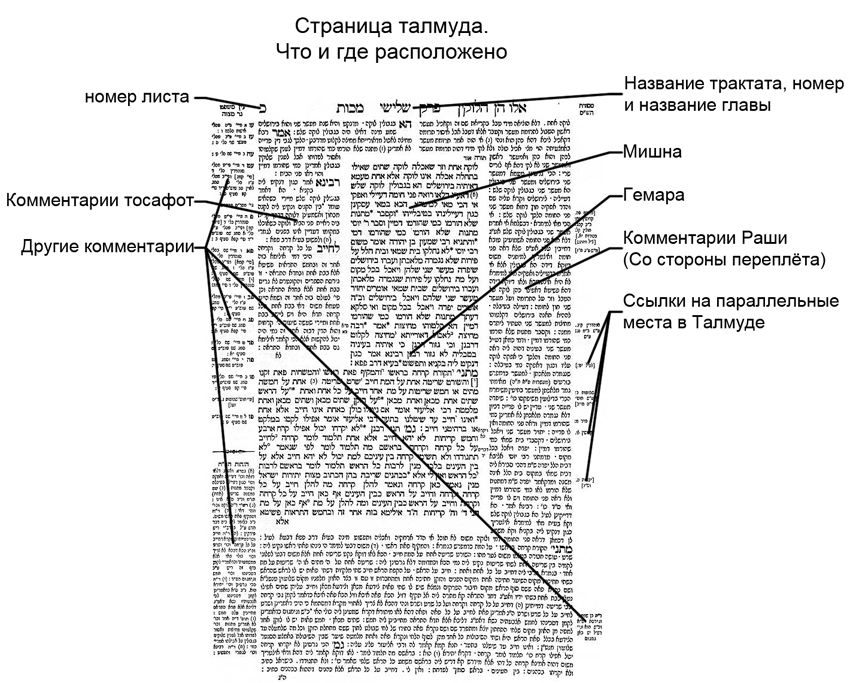
Изображение листа Талмуда с объяснениями

Кроме законодательных текстов, называемых «Галаха», Талмуд включает большое количество рассказов (сюжетов), иллюстрирующих те или иные положения иудаизма (агада), а также исторических, медицинских текстов.
В основе талмудического творчества лежит комментарий Танаха, в особенности его первой части — Пятикнижия, или Торы.
За небольшим исключением, одна страница Талмуда имеет несколько текстов:
- в центре расположен непосредственно текст мишны и гемары;
- на внутреннем поле, со стороны переплёта, расположены комментарии к напечатанному тексту средневекового толкователя Талмуда Раши;
- на внешнем поле — комментарии к этому же тексту тосафистов[англ.] раввинов Германии и Франции XII—XV веков, которые обучали евреев во времена средневековой инквизиции на западе Европы, когда был наложен запрет на хранение книг Талмуда под страхом смертной казни[14] (позже комментарии последних были записаны в единый труд — Тосафот);
- сбоку от комментариев, у самых краёв листа, могут быть расположены дополнительные комментарии известных толкователей и ссылки на параллельные места в Талмуде;
- сверху обозначены номер страницы, название трактата, его номер и название главы.

## Разделы и трактаты

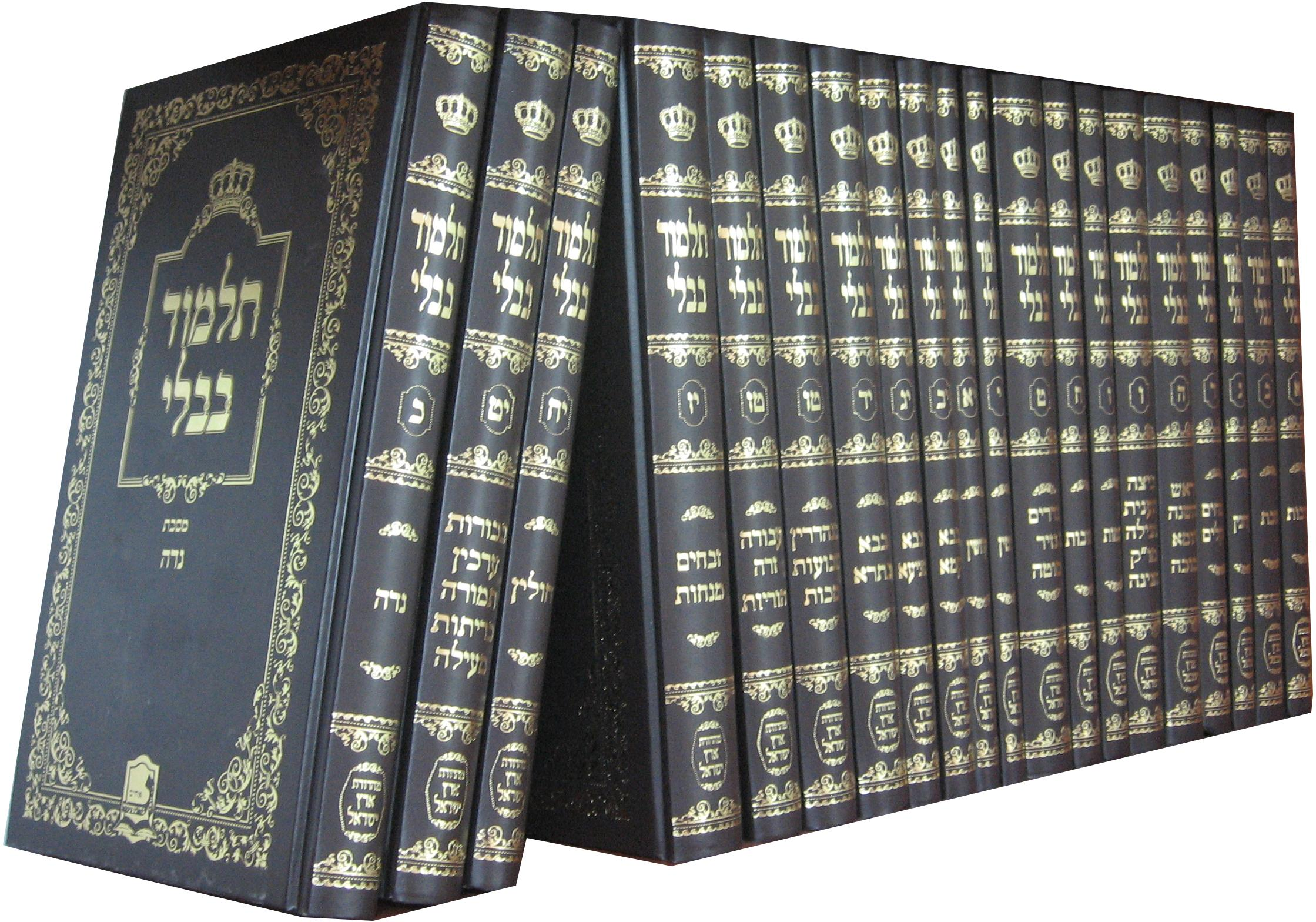
Вавилонский талмуд

- Зраим (ивр. זרעים‎, «посевы») — в Вавилонском Талмуде сохранился лишь один трактат, соответствующий этому разделу Мишны, — трактат Брахот («благословения»), который включает в себя галахические дискуссии, касающиеся молитвы Шма, Амида, а также различных благословений и времени молитв. Существует мнение, что в Вавилонии не была создана Гемара к этому разделу, поскольку тематика этого раздела — обсуждение законов о земледельческих работах и урожае злаковых культур в пределах Эрец-Исраэль — не была там актуальной; также возможно, что Гемара к трактатам раздела Зраим существовала, но была утеряна.
- Моэд (ивр. מועד‎, «срок») — посвящён законам субботы и праздников. В нём формулируются законы, общие для всех праздников и специфические законы для некоторых из них.
- Нашим (ивр. נשים‎, «женщины») — посвящён законам заключения и расторжения брака, родительским обязанностям, воспитанию детей и обучению их ремёслам. Два трактата этого раздела — Недарим (Обеты) и Назир (Назир, Назорей) — не имеют прямого отношения к этой тематике.
- Незикин (ивр. נזיקין‎, «ущербы») — посвящён обсуждению законов о нанесённом материальном ущербе, системе наказаний и штрафов. Здесь же приводятся основные принципы еврейского права. Трактат Авода Зара обсуждает проблемы идолопоклонства; Пиркей авот (Поучения отцов) — трактат, содержащий главным образом этическое учение законоучителей Талмуда.
- Кодашим (ивр. קדשים‎, «святыни») — рассматривает законы жертвоприношений и храмовой службы, законы о пище (Кашрут) и Шхита (ритуальный убой).
- Техарот (ивр. טהרות‎, «ритуально-чистые») — целиком посвящён теме ритуальной чистоты и нечистоты. В Вавилонском Талмуде есть только трактат Нида из этого раздела.

## Комментаторы
С течением времени наступил момент, когда чтение, не говоря уже об изучении Талмуда, стало проблематичным, поскольку он был написан, во-первых, без знаков пунктуации и абзацев; во-вторых, на двух языках: иврите и арамейском. Еврейский учёный Раши (1040—1105) написал комментарии почти ко всем статьям, объяснил значение тех слов, которые вышли из употребления и в некоторых местах разрешил спорные моменты разных толкователей. Эти комментарии используются при изучении Талмуда в ешивах до сих пор.
Талмудическая учёность до сих пор остаётся живой, а текст Талмуда адаптируется согласно велению времени. Время от времени выпускаются также издания, где приводятся новые редакции из рукописей. Выправкой текста много занимался, например, рабби Элияху из Вильно (прозванный за свою учёность «Виленским Гаоном», то есть «Гением из Вильно»). Он же написал один из наиболее значительных комментариев к Талмуду в XVIII веке. Другие известные комментаторы Талмуда: Раши, Тосафот, Махарша, Ицхак Альфаси (РИФ), Рабейну Нисим (РАН), Рабейну Ашер (РОШ), Рабейну Хананель, Яаков Бен-Ашер (Арба Турим). Новые книги, посвящённые Талмуду, продолжают появляться на множестве языков и по сей день. Некоторые авторы составляют комментарий к Мишне: Маймонид (РАМБАМ), рабби Овадия Бертиноро, Тосафот Йом Тов. Большой популярностью пользуется современный комментарий к Мишне, составленный Пинхасом Кехати.
С 1965 по 2010 годы израильский учёный раввин Адин Штейнзальц проделал титаническую работу по переводу и комментированию Талмуда на современные иврит, английский, русский и другие языки, чтобы сделать его изучение более доступным и понятным. В Талмуде, выполненном под его редакцией, введена пунктуация текста, переведён и объяснён смысл многих устаревших слов и понятий. Некоторые ортодоксальные авторитеты подвергали критике его методы интерпретации и перевода.

## Нападки на Талмуд со стороны католической церкви
Талмуд попал в Европу из Месопотамии примерно в X веке через еврейские общины Испании, находившейся в то время под властью арабов.
Довольно продолжительное время католической церкви практически ничего не было известно о содержании Талмуда. Однако вскоре евреи, перешедшие в христианство, донесли содержание Талмуда до церковных иерархов. Первым и наиболее известным из таких евреев, сменивших религию, был Николай Донин, живший в XIII веке. В 1239 году он направился в Рим и подал римскому папе доклад, состоящий из 35 глав, в которых он обвинял Талмуд в поругании христианства, богохульстве, враждебности к христианам и прочем. Доклад содержал переведённые на латинский язык выдержки из Талмуда.
Доклад произвёл на папу Григория IX сильное впечатление. Он разослал требования к христианским королям и архиепископам, в которых просил изъять копии Талмуда, передать их францисканцам и доминиканцам для изучения, а в случае подтверждения того, что они содержат антихристианскую информацию и призывы, уничтожить.
На призывы папы из всех монархов откликнулся лишь французский король Людовик IX. Копии Талмуда были изъяты и переданы монахам францисканского и доминиканского ордена, которые приступили к их изучению, в ходе которого беседовали также c ведущими раввинами Франции. В дальнейшем, в присутствии короля состоялся диспут между раввином Ихиелем Парижским и Николаем Донином. Раввин стремился доказать, что Иисус бен Пантира, который поносится в Талмуде, — это другой Иисус, нежели почитаемый христианами, и что все законы и оскорбления в отношении к иноверцам, приведённые в Талмуде, не относятся к христианам. Согласно католической версии, раввин признал, что в Талмуде возводится хула на Иисуса; но указывал, что этот Иисус, хотя он и сын Марии и родился в Назарете, всё же другой Иисус. Однако католики нашли доводы раввина лживыми и неубедительными. Евреи же полагали, что в диспуте выиграли они. В результате суд постановил сжечь все копии Талмуда. В 1242 году в Париже было сожжено 24 воза изъятых экземпляров Талмуда.
Отчасти из-за преследований Талмуда приобрела значительную популярность книга «Эйн-Яаков» (Источник Яакова) — сборник содержащихся в Талмуде аггадических мест, составленный Яаковом ибн-Хабиб в Салониках в начале XV века.
В дальнейшем Католической церковью в Средние века вновь устраивались публичные сожжение Талмуда и других священных книг иудаизма, которые трактовались как источник зла. Так, папа Гонорий IV в 1286 году писал архиепископу кентерберийскому об этой «достойной проклятия книге» (liber damnabilis), серьёзно предостерегал его и «настоятельно» (vehementer) требовал, чтобы он наблюдал за тем, чтобы никто не читал этой книги, «так как отсюда проистекает всякое другое зло».
Впоследствии позиция католической церкви по отношению к Талмуду постепенно смягчается. Это произошло в том числе под давлением христианских учёных гуманистов, например Иогана Рейхлина, который считал, что свобода вероисповедания предполагает свободу использования евреями их религиозной литературы. В 1520 году римский папа дозволил издать Талмуд в Венеции для нужд еврейского населения. Однако текст Талмуда в течение последующих веков подвергался жестокой цензуре, как внешней, так и со стороны евреев, опасающихся навлечь на себя ненависть. Слова гой и мин («отступник») были заменены на слова цдуки (саддукей), эпикурос или кути («самаритянин»), дабы избежать ассоциации законов и высказываний в отношении иноверцев с христианами. Всё, что касается Иисуса, также было вырезано из средневековых изданий книги. Тем не менее сожжения Талмуда иногда практиковались и в дальнейшем. Последний случай был зафиксирован в Каменце-Подольском (Речь Посполитая) в 1757 году.
В некоторых современных изданиях Талмуда слова, обозначающие неевреев, а также тексты об Иисусе, вырезанные средневековыми цензорами, были восстановлены.

## Издания

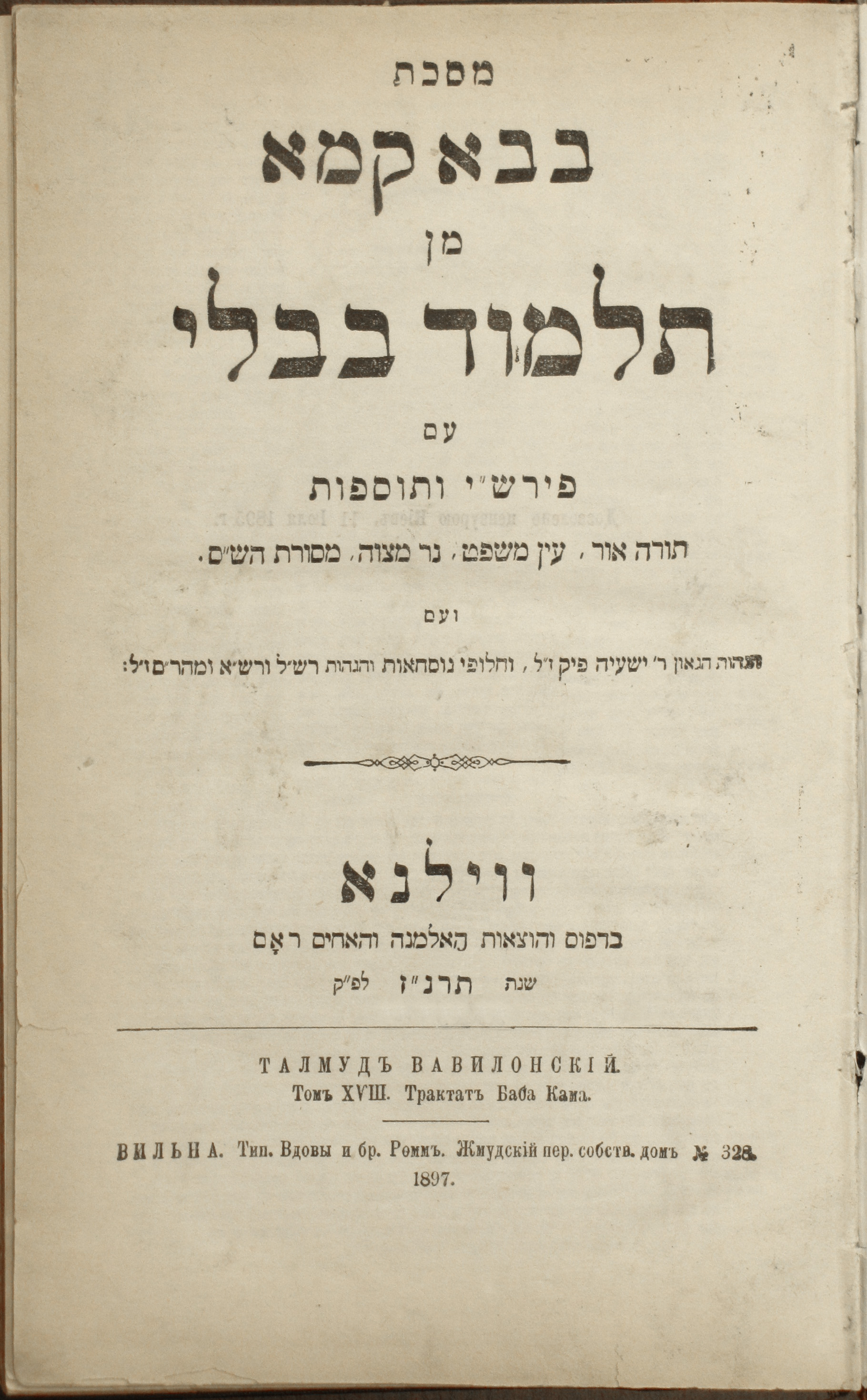
Титульная страница 18-го тома (Трактат Бава Кама) Виленского издания Талмуда

Установился обычай после первого венецианского издания Даниеля Бомберга (1520) печатать все издания Талмуда с сохранением номеров страниц венецианского издания, даже когда текст разбит на страницы иначе (как, например, в венском издании). Поэтому в любом издании Талмуда сохраняется нумерация 2947 листов, или 5894 страницы. Таким образом сохраняется возможность ссылок на определённый отрывок Талмуда. Ссылка состоит из названия трактата, номера листа и указания его стороны — лицевой или оборотной.
Первое издание Талмуда на территории Российской империи было предпринято братьями Шапиро в городе Славута в 1801—1806 годах. Большая работа по редакции Талмуда проделана перед выпуском знаменитого Виленского издания Талмуда (1880), она была осуществлена коллективом раввинов литовских йешив и издательством «Вдова и сыновья Ромм». Это издание положено в основу почти всех последующих.
Издание Вавилонского Талмуда Шоттенштейна — 73-томное издание Вавилонского Талмуда, выпущенное в XX веке с уточнённым переводом и комментариями, опубликованное ArtScroll, подразделением Mesorah Publications.

## Переводы
Приблизительно с середины XX века[уточнить] Талмуд много переводится на разные языки, включая даже корейский. Существуют полные переводы Вавилонского Талмуда на современный иврит (под началом израильского раввина Адина Штейнзальца) и на английский (Сончино и Артскролл).
Издания А. Штейнзальца и «Артскролл» содержат, помимо самого перевода, полностью огласованный текст Талмуда и подробные комментарии к нему, а в случае издания А. Штейнзальца, ещё и многочисленные иллюстрации, поясняющие текст. Некоторые трактаты Талмуда А. Штейнзальцем были переведены с современного иврита на английский. Ныне они являются раритетами, однако раввин А. Штейнзальц ещё при жизни начал новый выпуск всего Вавилонского Талмуда на английском языке, который он планировал завершить в ближайшие несколько лет. Из других изданий на английском следует упомянуть «The Talmud of Babylonia» и «Talmud El Am», а на современном иврите — «Оз ВеХадар Шас» («Крепость и красота» — реминисценция из книги Танаха Мишлей («Притчи Соломона»), гл. 31, ст. 25).
Впервые частичный перевод Талмуда (Мишны, Тосефты, мидрашей и гемары трактата Брахот) на русский язык был сделан в 1897—1911 годах ориенталистом Наумом (Нехемьей) Абрамовичем Переферковичем.
С 2006 по 2022 гг. издательство «Таргум» под руководством Л. Городецкого выпустило в свет 15 томов Вавилонского Талмуда на русском языке. Первые восемь томов — это переиздание Талмуда начала XX века в переводе Н. А. Переферковича, с примечаниями и в современной русской орфографии. Тома 9—14 включают части Гемары — трактаты «Шаббат», «Эрувин», «Песахим» и «Йома». В дополнительный том вошли справочные материалы и труды Н. А. Переферковича об истории и содержании Талмуда. Продолжаются переводы других трактатов.
Под эгидой раввина А. Штейнзальца в 1995—2008 годах был выполнен перевод на русский трактата «Таанит» (переводчик — Михаил Кравцов), первой главы трактата «Бава Мециа» (переводчик — раввин Зеев Мешков), а также издана трёхтомная «Антология Аггады» (переводчики — Ури Гершович и Аркадий Ковельман). Отдельно д-р Рафаэль Поляков сделал академический перевод трактата Вавилонского Талмуда «Киддушин» на русский язык (вместе с комментариями), фрагменты которого были опубликованы в сетевом журнале «Заметки по еврейской истории».
Подробный пересказ на русском языке четырнадцати трактатов Вавилонского Талмуда, выполненный под руководством раввина Элияѓу Эссаса, представлен порталом Evrey.com.
В 2016 году Федерация еврейских общин России объявила о том, что готовит перевод и выпуск на русском языке всех трактатов Вавилонского Талмуда. Первый том Вавилонского Талмуда (трактат «Брахот» / «Благословения») в рамках этого проекта выпущен издательством «Книжники» в серии «Библиотека еврейских текстов». Перевод с иврита и арамейского языков был осуществлён раввином Реувеном Пятигорским.
В том же 2016 году Конгресс еврейских религиозных организаций в России выпустил в свет перевод трактата «Макот» под редакцией главного раввина (в то время) Москвы Пинхаса Гольдшмидта.

## Переносное значение
Из-за объёма Талмуда и размера его томов слово «талмуд» используется как нарицательное для обозначения больших, объёмных скучных книг (часто — руководств и учебников).